# Calocephalus
Calocephalus es un género de hierbas y arbustos anuales o perennes de plantas de flores perteneciente a la familia Asteraceae. El género, que es endémico de Australia,  fue descrito por el botánico Robert Brown en 1817.

## Especies  seleccionadas
- Calocephalus aervoides (F.Muell.) Benth.
- Calocephalus citreus Less.
- Calocephalus francisii (F.Muell.) Benth.
- Calocephalus knappii (F.Muell.) Ewart & Jean White
- Calocephalus lacteus Less.
- Calocephalus multiflorus (Turcz.) Benth.
- Calocephalus platycephalus (F.Muell.) Benth.
- Calocephalus sonderi

Algunas especies estaban anteriormente incluidas en el género han sido transferidas a  Blenosperra,  Gilruthia, Gnephosis, Leucophyta o Rhodanthe.